# Schoenoplectus
Schoenoplectus es un género de plantas de la familia Cyperaceae con una distribución cosmopolita. El género Schoenoplectus está estrechamente relacionado con Scirpus. Comprende 143 especies descritas y de estas, solo 46 aceptadas.

## Descripción
Son plantas anuales pequeñas, fasciculadas, con raíces fibrosas, o perennes de talla mediana o grande, generalmente rizomatosas. Tallos cespitosos o remotos entre sí, erectos, lisos, trígonos, teretes o acostillados, la base no tuberosa. Hojas inferiores con vainas foliares carentes de láminas o las superiores desarrollando ocasionalmente láminas. Inflorescencia un agregado simple pseudolateral de espiguillas o compuesto; bráctea generalmente 1, erecta, pareciendo una continuación del tallo. Espiguillas bisexuales, escasas o abundantes, sésiles o pediceladas, ovoides u oblongas. Glumas espiraladas, caducas, ovadas, redondeadas en la parte posterior, con una nervadura media fuerte, la nervadura lateral inconspicua u obsoleta; raquilla persistente. Flores bisexuales; perianto de 2-6 escamas o cerdas o ausentes; estambres (2-)3; estilo 2-fido (Mesoamérica) o 3-fido. Aquenios lenticulares, biconvexos o aplanado-convexos, lisos o transversalmente rugosos.

## Taxonomía
Fue descrito inicialmente por Ludwig Reichenbach como Scirpus subg. Schoenoplectus y publicado en Icones Florae Germanicae et Helveticae 8: 40, en 1846, actualmente, es tanto un sinónimo como el basónimo de este; y ulteriormente, sería elevado a género por Eduard Palla en Verhandlungen der Kaiserlich-Königlichen Zoologisch-Botanischen Gesellschaft in Wien 38: 49, en 1888.

## Especies seleccionadas

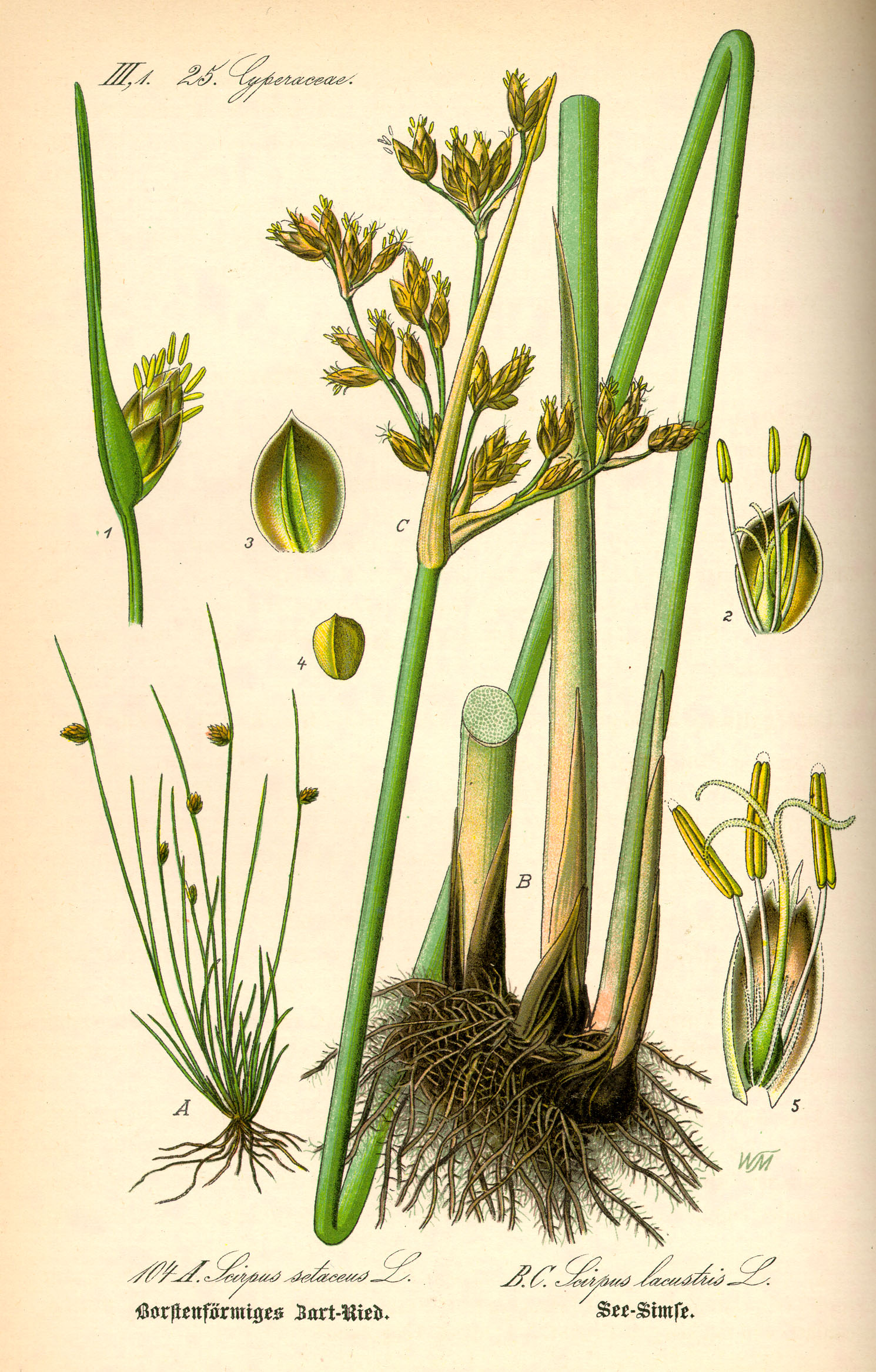
Ilustración Flora Tomé.

- Schoenoplectus acutus -  Norteamérica.
- Schoenoplectus californicus - América.
  - Schoenoplectus californicus ssp. tatora - Totora. Andes.
- Schoenoplectus heterochaetus -  Norte América.
- Schoenoplectus hudsonianus
- Schoenoplectus lacustris - Europa, Asia, África.
- Schoenoplectus mucronatus. Asia, Australia, Europa.
- Schoenoplectus pungens -  Cosmopolita.